# Krautsand
Krautsand (platduits: Kruutsand) is een bewoond eiland in de Elbe dat deel uitmaakt van de gemeente Drochtersen in het Landkreis Stade in de deelstaat Nedersaksen. Tot 1972 was het een zelfstandige gemeente. Het eiland wordt van het vasteland gescheiden door de smalle Süderelbe, die loopt tussen Wischhafen en Drochtersen.  